# 사사구리선
사사구리선(일본어: 篠栗線)은 일본 후쿠오카현 가호군 게이센정의 게이센역부터 후쿠오카현 후쿠오카시 하카타구의 요시즈카역에 이르는 규슈 여객철도의 간선 철도 노선이다.
산군 산지를 사사구리 터널로 가로질러 지쿠호 지역과 후쿠오카 시를 직결하는 노선이다. 2001년 10월 6일부터 전선화되어, 가고시마 본선과 지쿠호 본선을 포함해 구로사키역 - 오리오역 - 가쓰라가와 역 - 요시즈카 역 - 하카타역 간에는 '후쿠호쿠유타카 선'의 애칭이 붙여져 있다.

## 노선 정보
- 관할 (노선 종별) : 규슈 여객철도 (제 1 종 철도사업자)
- 구간 (영업 거리) : 가쓰라가와 역 - 요시즈카 역 25.1km (선로 명칭 상은 기·종점이 역전)
- 궤간 : 1067mm
- 역 수 : 11 (기 · 종점 포함)
  - 사사구리 선 소속 역으로 한정된 경우, 기·종점역(가쓰라가와 역은 지쿠호 본선, 요시즈카 역은 가고시마 본선 소속)이 제외되어, 9역이 된다.
- 복선 구간 : 없음 (전 노선 단선)
- 전선화 구간 : 전 노선 (교류 20,000V·60Hz)
- 폐색방식 : 단선 자동 폐색식
- 종합지령소 : 하카타 종합 지령 센터
- 교환가능역 : 지쿠젠야마테 역을 제외한 전 역.
- 최고속도 : 100km/h

## 역 목록
- 모든 역이 후쿠오카현에 소재한다.

| 역명           | 일어 역명    | 역간 거리 | 영업 거리 | 접속 노선     | 소재지              | 소재지              |
| -------------- | ------------ | --------- | --------- | ------------- | ------------------- | ------------------- |
| 게이센         | 桂川         | -         | 0.0       | 지쿠호 본선   | 가호군 게이센정     | 가호군 게이센정     |
| 지쿠젠다이부   | 筑前大分     | 3.2       | 3.2       |               | 이즈카시            | 이즈카시            |
| 구로바루       | 九郎原       | 2.0       | 5.2       |               | 이즈카시            | 이즈카시            |
| 기도난조인마에 | 城戸南蔵院前 | 5.0       | 10.2      | 가스야군      | 사사구리정          |                     |
| 지쿠젠야마테   | 筑前山手     | 1.5       | 11.7      | 가스야군      | 사사구리정          |                     |
| 사사구리       | 篠栗         | 3.1       | 14.8      | 가스야군      | 사사구리정          |                     |
| 가도마쓰       | 門松         | 2.6       | 17.4      | 가스야군      | 가스야정            |                     |
| 조자바루       | 長者原       | 2.0       | 19.4      | 가스야군      | 가스야정            | 가시이 선           |
| 하루마치       | 原町         | 0.7       | 20.1      | 가스야군      | 가스야정            |                     |
| 유스           | 柚須         | 2.5       | 22.6      | 가스야군      | 가스야정            |                     |
| 요시즈카       | 吉塚         | 2.5       | 25.1      | 가고시마 본선 | 후쿠오카시 하카타구 | 후쿠오카시 하카타구 |